# Dark Sanctuary
Dark Sanctuary est un groupe d'ethereal wave et dark wave néo-classique français, originaire de Paris. Il est formé en 1996 par Arkdae, qui a également joué avec certains groupes de black metal et de death metal tels que Sidragazum, Osculum Infame, Deinonychus ou Bekhira,,.

## Biographie
Leur style musical se décrirait plus précisément comme une sorte de « dark atmospheric » sur Bruises, démo cassette sortie sur le label AMSG productions (pour Ad Majorem Satanae Gloriam). Puis c'est à Funeral Cry, single sorti en 1997 sur le label parisien Ancestral Craft. À cette époque, le groupe n'est constitué que de deux membres, Arkdae aux claviers, et Marquise Ermia au chant.
Mais en 1998, le duo souhaite donner plus de relief à sa musique, et recrute de nouveaux membres : un claviériste supplémentaire, Hylgaryss, un percussionniste/bassiste, Sombre Cÿr, ainsi qu'une violoniste, Éliane. Ils enregistrent ensemble leur premier album, Royaume mélancolique, et profitent de l'occasion pour donner leur premier concert, en septembre 1998 près de Paris. En novembre 1999, ils signent un contrat avec Wounded Love Records et après qu'une seconde violoniste, Marguerite, rejoint le quintette, ils préparent leur deuxième disque, De Lumière et d'obscurité, lequel fait son apparition en novembre 2000. Juste après cette sortie, Marquise Ermia annonce son départ du groupe afin de pouvoir davantage se concentrer sur la poursuite de ses études. En conséquence, une nouvelle chanteuse, Dame Pandora, vient la remplacer.
Leur troisième opus, L'Être las - l'envers du miroir, est enregistré en mars 2002, et sort au début de 2003, seulement quelques mois après la parution d'un single de deux morceaux : Vie éphémère. L'album rencontre un succès inattendu, tant en France qu'en Allemagne. Après quelques concerts en France, le groupe retourne en Allemagne afin d'enregistrer son quatrième album, Les Mémoires blessées. Ce dernier, sorti début 2004, confirme le style qui était propre à Dark Sanctuary, témoignant d'une plus grande maturité de l'ensemble tout en élargissant ses horizons musicaux. Cette même année, la formation effectue une tournée européenne, incluant notamment un passage au Wave-Gotik-Treffen, dans le majestueux théâtre de Leipzig.
Le début de l'année 2005 est l'objet d'un événement majeur : la parution de leur première compilation, Thoughts : 9 Years in the Sanctuary voit le jour sous le label américain Projekt ; il reprenait pas moins de neuf ans de carrière. L'autre événement marquant ce début d'année fait la prestation de Dark Sanctuary en l'hommage de Dead Can Dance, Summoning of the Muse ~ a Tribute to Dead Can Dance, aussi édité par Projekt. En juillet 2005, Dark Sanctuary retourne en Allemagne en vue d'enregistrer son cinquième album au studio E-Klangschmiede. Après quoi, la première partie de leur nouvel album, Exaudi Vocem Meam - Part I sort en novembre 2005, et sa suite, Exaudi Vocem Meam - Part II, exactement un an après. Peu avant la sortie le 4 décembre 2009 d'un ultime album sobrement intitulé Dark Sanctuary, le groupe se produit le 3 octobre 2009 à Londres, en la nouvelle église de Saint-Pancras (St Pancras New Church), pour ce qui est annoncé comme le dernier concert du groupe.
Le groupe revient en 2017 avec un nouvel album, simplement intitulé Metal,.

## Membres

### Membres actuels
- Arkdae - claviers (1996-2009, depuis 2017)
- Hylgaryss - claviers (1998-2009, depuis 2017)
- Sombre Cÿr - percussions, basse (1998-2009, depuis 2017)
- Dame Pandora - chant (2000-2009, depuis 2017)

### Anciens membres
- Marquise Ermia (chant (1996-2000)
- Marguerite (violon, veuze, gaïda, bombarde bretonne (1998-2008)
- Éliane (violon (1998-2008)

## Discographie
- 1996 : Bruises (cassette démo)
- 1998 : Funeral Cry (mini-CD)
- 1999 : Royaume mélancolique
- 2000 : De lumière et d'obscurité
- 2002 : Vie éphémère (single)
- 2003 : L'Être las - L'Envers du miroir
- 2004 : La Clameur du silence (CD promotionnel)
- 2004 : Les Mémoires blessées
- 2005 : Thoughts: 9 Years in the Sanctuary
- 2005 : Exaudi Vocem Meam - Part 1
- 2006 : Exaudi Vocem Meam - Part 2
- 2009 : Dark Sanctuary
- 2017 : Metal
- 2021 : Iterum (EP 2 titres)
- 2023 : Cernunnos